# Liste der Flaggen in Brandenburg
Diese Liste zeigt die Flaggen in Brandenburg mit seinen Kreisen und kreisfreien Städten. Weitere Flaggen  sind über die Navigationsleiste am Ende der Seite erreichbar.

## Landesflagge
| Bundesland  | Hissflagge       | Banner | Kommentare |
| ----------- | ---------------- | ------ | --- |
| Brandenburg | Landesflagge 5:3 | 1:2    | Festgelegt durch das Gesetz über die Hoheitszeichen des Landes Brandenburg vom 30. Januar 1991: „Die Landesfarben sind Rot-Weiß.“ „Das Landeswappen zeigt auf einem Schild in Weiß (Silber) einen nach rechts blickenden, mit goldenen Kleestengeln auf den Flügeln gezierten und gold bewehrten roten Adler.“ […] „Die Landesflagge besteht aus zwei gleich breiten Querstreifen in den Landesfarben – oben rot, unten weiß – und trägt in der Mitte das Landeswappen. Das Verhältnis der Höhe zur Länge des Fahnentuchs ist wie drei zu fünf.“ Die Verfassung des Landes Brandenburg wurde erst am 20. August 1992 erlassen und fasst sich zu diesem Thema daher sehr kurz: Artikel 4. Landesfarben und -wappen. „Die Landesfarben sind rot und weiß. Das Landeswappen ist der rote märkische Adler auf weißem Feld.“ |

## Kreisfreie Städte
| Kreisfreie Stadt         | Hissflagge              | Banner | Kommentare |
| ------------------------ | ----------------------- | ------ | --- |
| Brandenburg an der Havel | Konstruktionsanleitung: |        | Genehmigt am 26. Mai 1993, inoffiziell seit dem 14. Februar 1990 in Gebrauch: „Das Wappen der Stadt Brandenburg an der Havel besteht aus dem Wappen der ehemals selbständigen Städte Altstadt und Neustadt in der Form des Doppelschildwappens von 1715 in der Fassung von 1901.“ (Wappen genehmigt am 14. Februar 1990) „Die Flagge der Stadt Brandenburg an der Havel ist eine dreistreifige Flagge in den traditionellen Stadtfarben der ehemals selbständigen Städte Altstadt (grün) und Neustadt (blau). In dem diagonal verlaufenden Weißbereich, der die Havel symbolisiert, wird das Stadtwappen zentral geführt.“ |
| Cottbus                  |                         |        | Die traditionell rot-weiß-rote Stadtflagge wurde in ihren heutigen Proportionen durch Beschluss der Stadtverordnetenversammlung im Jahre 1985 festgelegt: „Das Wappen der Stadt Cottbus zeigt in Silber eine bezinnte, gequaderte rote Burg mit geschlossenem Tor. Zwischen den mit beknauften Spitzdächern versehenen Türmen ragen über der Mauer zwei kleine Häuschen hervor. Darüber schwebt ein silberner Dreieckschild mit einem aufgerichteten roten Krebs. Die Flagge der Stadt Cottbus ist dreistreifig Rot-Weiß-Rot im Verhältnis 1 : 8 : 1 und mit dem Stadtwappen im Mittelstreifen.“                           |
| Frankfurt (Oder)         |                         |        | Genehmigt am 22. Oktober 1992: Die Beschreibung des Wappens lautet: „In Silber auf grünem Berg aufgerichtet stehend ein goldbewehrter roter Hahn im Kleeblattbogen eines von zwei sechseckigen Türmen beseiteten offenen, roten Torbaus; darüber schwebt ein silberner Schild mit rotem Adler; auf den goldbeknauften Dächern der Seitentürme steht je ein abgewendeter, widersehender goldener Vogel; der breitgedachte Mittelbau ist an den Ecken mit je einem goldenen Kreuz versehen.“ „Die Flagge zeigt drei Streifen in den Farben Rot-Grün-Weiß mit dem den Mittelstreifen überdeckenden Stadtwappen.“              |
| Potsdam                  |                         |        | Genehmigt am 7. April 1990: „Die Beschreibung des Wappens lautet: In Gold ein linkssehender schwarzbewehrter golden gerauteter roter Adler. Den oberen Schildrand ziert eine gewölbte fünfzinnige Mauerkrone (Anlage 1).“ „Die Flagge Potsdam ist zweistreifig Rot-Gelb mit dem in der Mitte aufgelegten Wappen (Anlage 2).“ |

## Landkreise
| Landkreis             | Hissflagge | Banner | Kommentare |
| --------------------- | ---------- | ------ | --- |
| Barnim                |            |        | Angenommen durch Beschluss des Kreistags vom 26. Mai 2004: „Der Landkreis Barnim führt folgendes Wappen: Geviert von Silber (Feld 1 und 4) und rot (Feld 2 und 3); oben ein wachsender, golden bewehrter Adler in verwechselten Farben mit goldenen Kleestengeln auf den Flügeln.“ (Wappen genehmigt am 17. Oktober 1995) „Der Landkreis führt eine Flagge, die Geviert ist von Rot und Weiß, belegt mit dem Kreiswappen auf der Vierung.“ |
| Dahme-Spreewald       | 5:3        | 3:5    | Genehmigt am 16. November 1995: „Das Wappen des Landkreises Dahme-Spreewald zeigt in Silber eine eingebogene, mit goldener Königskrone belegte, blaue Spitze, begleitet vorn von einem widersehenden golden bewehrten, abgeschnittenen roten Stierrumpf, hinten von einem golden bewehrten, abgeschnittenen roten Adlerrumpf.“ „Der Landkreis führt eine Flagge, die - bei Aufhängung an einem Querholz – längsgestreift blau-gelb-blau im Verhältnis 1:2:1 ist und das Kreiswappen in der Mitte trägt.“ |
| Elbe-Elster           | 3:2        | 2:3    | Genehmigt am 24. April 1995: „Der Landkreis führt folgendes Wappen: Im gevierteilten Schild oben vorn neunmal von Gold und Schwarz geteilt, hinten in Silber ein goldbewehrter rückschauender roter Stier; unten vorn in Gold ein rotbewehrter und rotgezungter, aufgerichteter schwarzer Löwe, hinten neunmal von Rot und Silber geteilt.“ „Der Landkreis führt eine von Schwarz und Gold geteilte Flagge. Die Flagge ist sowohl bei senkrechter wie waagerechter Aufhängung senkrecht geteilt und trägt das Wappen des Landkreises so, dass die Spaltlinie des Schildes auf die Farbtrennlinie zu liegen kommt.“ |
| Havelland             |            |        | Angenommen durch Beschluss des Kreistags vom 25. September 1995: „Das Wappen wird von Blau über Silber durch Wellenschnitt geteilt; oben zwei versetzt rechtshin fliegende, goldgeschnäbelte silberne Schwäne, unten ein goldbewehrtes rotes Adlerhaupt, beiderseits begleitet von einem sechsstrahligen blauen Stern.“ „Die Flagge des Landkreises ist eine hängende Streifenflagge in den Farben blau : weiß : blau (1 : 2 : 1) und trägt den Wappenschild aufrecht im Mittelstreifen.“ |
| Märkisch-Oderland     |            |        | Genehmigt am 4. Juli 1996: „Das Kreiswappen hat folgende Beschreibung: Geteilt von Silber und Rot; oben wachsend ein goldbewährter, roter Adler, die Flügel mit goldenen Kleestängeln belegt; unten ein silberner Wellenbalken, belegt mit einem roten Wellenfaden und bedeckt mit zwei schräggekreuzten, begrifften goldenen Bootshaken, oben bewinkelt von einem goldenen Stern.“ „Die Kreisflagge hat folgende Beschreibung: Die Flagge besteht – bei Aufhängung an einem Querholz – aus rotweißroten Streifen im Verhältnis 1 : 2 : 1 und trägt das Kreiswappen in der Mitte.“ |
| Oberhavel             |            |        | Genehmigt am 18. Mai 1994: „Das Wappen zeigt im geteilten Schild von Silber über Grün oben den rotbewehrten und rotgezungten roten Adler, die Flügel mit goldenen Kleestengeln belegt, und in der unteren Schildhälfte zwei versetzt nebeneinander fliegende, rotbewehrte silberne Schwäne.“ „Der Landkreis führt eine Flagge, sie zeigt längs geteilt die Farben rot (links) und weiß (rechts) mit dem Landkreiswappen.“ |
| Oberspreewald-Lausitz |            |        | Genehmigt am 20. November 2003: „Der Landkreis führt folgendes Wappen: Geteilt von Silber und Blau, oben ein unbewehrter schreitender roter Stier mit über den Rücken geschlagenem Schweif, unten eine dreigezinnte goldene Mauer, belegt mit einem goldenen Schild, darin ein aufrechter schwarzer Löwe. Das Wappen ist in der Anlage 2, die Bestandteil dieser Satzung ist, bildlich dargestellt.“ (Wappen genehmigt am 25. November 1994) „Die Flagge des Landkreises ist dreistreifig in den Farben Weiß-Rot-Weiß im Verhältnis 1 : 3 : 1 mit dem Kreiswappen im Mittelstreifen. Die Flagge ist in der Anlage 3, die Bestandteil dieser Satzung ist, bildlich dargestellt.“ |
| Oder-Spree            |            |        | Genehmigt am 23. Februar 1996: „Das Wappen beschreibt sich wie folgt: Gevierteilt; oben vorn in Gold zwei gekreuzte rote Bootshaken oben bewinkelt von einem sechsstrahligen roten Stern, hinten in Schwarz ein rot-silber geschachteter Schräglinksbalken; unten vorn in Rot drei mit den Spitzen nach außen gekehrte, auf dem Rücken liegende silberne Sensenklingen übereinander, hinten in Gold eine fünfendige rote Hirschstange.“ „Auf das Rot und Weiß gevierte Flaggentuch ist in der Mitte das Kreiswappen aufgelegt.“ |
| Ostprignitz-Ruppin    |            |        | Genehmigt am 2. Mai 1995: „Das Wappen des Landkreises Ostprignitz-Ruppin zeigt gespalten durch eine silberne Deichsel; oben in Rot ein goldbewehrter silberner Adler; unten in Grün vorn eine rotgebundene goldene Lilie, hinten eine rotbelegte goldene Mitra.“ „Der Landkreis führt eine Flagge, die dreistreifig grün-weiß-rot (1:2:1) gehalten ist und in der Mitte das Kreiswappen trägt.“ |
| Potsdam-Mittelmark    |            |        | Genehmigt vom Innenministerium des Landes Brandenburg am 5. Dezember 2000: „Der Landkreis führt ein Wappen. Das Aussehen des Wappens ist wie folgt: Geviert: 1: in Silber ein gold-bewehrter roter Adler, 2: in Schwarz ein schräglinker goldener Eichenzweig mit drei Blättern, 3: neunfach von Schwarz und Gold geteilt, 4: in Silber zwei gekreuzte rote Schlüssel.“ „Der Landkreis führt eine Flagge. Die Flagge hat folgendes Aussehen: Geviert von Rot und Weiß mit dem in der Mitte aufgelegten Kreiswappen.“ |
| Prignitz              |            |        | Genehmigt am 14. März 1994: Der Landkreis führt folgendes Wappen: „In Rot über Silber durch Wellenschnitt geteilt; oben eine goldbewehrte, flugbereite silberne Gans begleitet von acht einen oben offenen Halbkreis bildenden silbernen Perlen, unten ein rotbezungter, schreitender schwarzer Wolf.“ „Der Landkreis führt eine Flagge, die aus zwei gleich breiten Streifen in Schwarz-Weiß besteht und in der Mitte übergreifend mit dem Kreiswappen belegt ist […].“ |
| Spree-Neiße           |            |        | Genehmigt 1997: „Der Landkreis Spree-Neiße führt folgendes Wappen: Gevierteilt; oben vorn in Silber ein aufrechter roter Krebs, hinten in Rot ein steigender, doppelt geschwänzter, gekrönter silberner Löwe; unten vorn in Blau eine dreiblättrige goldene Krone, hinten in Gold eine aufgerichtete, nach außen gebogene rote Hirschstange mit vier Enden und kleeblattförmiger Rose.“ (Wappen genehmigt am 6. September 1995) „Der Landkreis Spree-Neiße führt folgende Flagge: Geviert von Rot und Weiß, mit dem in der Mitte aufgelegten Kreiswappen.“ |
| Teltow-Fläming        |            |        | Angenommen durch Beschluss des Kreistags vom 19. April 1999, genehmigt vom Innenminister des Landes Brandenburg am 23. Juli 1999: „Der Landkreis führt folgendes Wappen: Gespalten und halb geteilt von Silber, Rot und Silber über einem in vier Reihen von Schwarz und Silber geschachten Schildfuß; vorne ein halber gold-bewehrter roter Adler am Spalt mit goldenem Kleestengel auf dem Flügel, hinten belegt mit einem goldenen Krummstab mit vier roten Edelsteinen am Knauf.“ (Wappen genehmigt am 21. November 1996) „Der Landkreis führt folgende Flagge: Die Flagge besteht aus drei Streifen in den Farben Rot-Weiß-Rot im Verhältnis 1:2:1 mit dem Kreiswappen im Mittelstreifen.“ |
| Uckermark             |            |        | Genehmigt am 8. November 1995: „Der Landkreis führt ein eigenes Wappen. Dieses wird wie folgt beschrieben: ‚In Gold ein mit zwei silbernen Fäden belegter, mehrfach gekerbter blauer Balken, überdeckt von einem gotischen, mit silbernen Putzflächen belegten, mit offenem Torbogen versehenen, roten Backsteinturm mit gezinnten Mauerflügeln; das Mauerwerk belegt mit zwei auswärts gelehnten silbernen Spitzschilden, darin rechts ein golden bewehrter, roter Adler, mit goldenen Kleestengeln auf den Flügeln, links ein aufrechter, golden bewehrter roter Greif.‘“ „Der Landkreis führt eine eigene Flagge. Diese wird wie folgt beschrieben: ‚Die Flagge des Landkreises ist - bei Aufhängung an einem Querholz - längs gestreift von Rot-Weiß-Rot im Verhältnis 1:2:1 und zeigt das Kreiswappen in der Mitte.‘“ |